# Буддійська етика
Буддійська етика, маючи зі зрозумілих причин схожість з етикою інших етичних систем (насамперед релігійних), має істотну відмінність в не-імперативному характері етичних установок (Будда Шак'ямуні — засновник буддизму — не був Богом, що дає «з неба» своє вчення в імперативній формі, але, навпаки припускав емпіричну перевірку підстав (в тому числі етичних) свого вчення. У найпростішому вигляді етичні заповіді буддизму можна представити у вигляді п'яти заповідей, що мають, наприклад, подібність з Декалогом з Мойсеєвих книг (тора). Ці заповіді (кожна з них називається шила (санскр.), сила (палі) — «чеснота») є:
Не вбивати;
Не красти;
Не допускати неналежної сексуальної поведінки;
Не допускати порушень у мовленні (не злословити, не обмовляти, і т. д.);
Не вживати одурманюючих речовин.
Однак, суть буддійської етики не зводиться до обмежуючих «заповідей». Буддизм передбачає культуру психічної діяльності — йогу у власному розумінні слова, під якою розуміється усвідомленість в цей самий момент, увагу до того, що говориш, що робиш, про що думаєш. Передбачається, що лише в цьому випадку може йти мова про ефективне дотримання етичних заповідей.